# 白色大成
白色大成（日语：ハクタイセイ），是日本純種競賽馬匹。生涯活躍於中距離賽事，曾勝出1990年皋月賞。

## 出賽前
1987年4月17日出生於北海道三石町（今新日高町）土田牧場，成長途中被馬主渡邊重夫購入。
其後交由栗東訓練中心練馬師布施正訓練。

## 競賽生涯

### 3歲（現2歲）
1989年7月15日出戰小倉競馬場3歲新馬戰，由須貝尚介策騎，但於其中獲得第二。
其後出自三場3歲未勝利分別獲得第四、第六及第二後，終於在10月28日的3歲未勝利戰取得首勝。
其後出戰3歲400萬獎金以下條件戰，比賽途中一直領放，進入直路後仍有餘力跑出全場最佳末腳，最終拋離後方馬匹3馬位獲勝。
12月24日出戰公開賽仙客來錦標，比賽途中採用先行戰術，進入直路後一舉加速超越領放的Zogebune Megami，成功獲得三連勝。

### 4歲（現3歲）
1990年首戰爲公開賽若駒錦標，僅次於Dandy Spirit獲得第二人氣。比賽開始後，其處於第二的位置推進，通過第一彎道後開始爬升進佔領先的位置，隨後一直領放之下車取得冠軍。
2月11日出戰如月賞，賽前獲得第一人氣。比賽開始後，其保持於的位置追趕前方領放馬Great Vest，比賽途中逐步爬升至第二的位置。進入直路後，即使其面對大爛地仍然可以保持速度，最終跑出優秀末腳之下成功奪得首個分級賽冠軍，亦爲騎師須貝帶來首個分級賽優勝。
4月15日出戰皋月賞，改由南井克巳策騎。比賽開始後，其保持於先頭位置推進，比賽途中保持節奏逐步向前。進入直路後，其開始發力加速衝刺，於直路中段超越第一人氣的艾尼風神，其後繼續保持速度抵擋第二人氣目白韋仁的追擊，最終成功以頸位壓制對手取得首個一級賽冠軍。
其後出戰東京優駿（日本打吡），由於上場夥拍的騎師南井需要策騎其所屬馬房的Long Arch，因而由武豐代打策騎。比賽開始後，其於第二的位置一直追趕領放的艾尼風神，但進入直路後突然失速，最終被對手超越下以第五完賽。
賽後其被檢查出患有肌腱炎，需要進入長期休養下避戰所有秋季賽事。

### 5歲（現4歲）
1991年5月，由於其恢復進度良好，因而陣營打算安排其以安田紀念爲復出戰，然而賽前被發現患有韌帶炎因而取消出走，其後陣營於進一步考慮後決定安排其退役。

### 詳細賽績
| 日期       | 舉辦國家 | 馬場 | 距離   | 級別 | 賽事名稱         | 負重 | 騎師     | 馬號 | 出馬 | 名次 | 時間   | 頭馬（二馬）          |
| ---------- | -------- | ---- | ------ | ---- | ---------------- | ---- | -------- | ---- | ---- | ---- | ------ | --------------------- |
| 15/7/1989  | 日本     | 小倉 | 草1000 |      | 3歲新馬          | 53   | 須貝尚介 | 6    | 10   | 2    | 0:59.1 | Hagino High Touch     |
| 10/9/1989  | 日本     | 阪神 | 草1600 |      | 3歲未勝利        | 53   | 須貝尚介 | 6    | 13   | 4    | 1:37.8 | Queen's Kiss          |
| 24/9/1989  | 日本     | 阪神 | 草1200 |      | 3歲未勝利        | 53   | 須貝尚介 | 8    | 11   | 6    | 1:11.7 | Eishin Sunny          |
| 14/10/1989 | 日本     | 京都 | 泥1200 |      | 3歲未勝利        | 53   | 須貝尚介 | 11   | 16   | 2    | 1:13.7 | Yamano Kaguyahime     |
| 28/10/1989 | 日本     | 京都 | 泥1400 |      | 3歲未勝利        | 53   | 須貝尚介 | 4    | 11   | 1    | 1:25.6 | （Eishin Carol）      |
| 3/12/1989  | 日本     | 阪神 | 泥1200 |      | 3歲400萬獎金以下 | 54   | 南井克巳 | 2    | 12   | 1    | 1:12.7 | （Yamano Kaguyahime） |
| 24/12/1989 | 日本     | 阪神 | 草2000 | OP   | 仙客來錦標       | 55   | 須貝尚介 | 5    | 7    | 1    | 2:03.9 | （Inter Voyager）     |
| 20/1/1990  | 日本     | 京都 | 草2000 | OP   | 若駒錦標         | 56   | 須貝尚介 | 3    | 10   | 1    | 2:04.0 | （Dandy Spirit）      |
| 11/2/1990  | 日本     | 阪神 | 草2000 | GIII | 如月賞           | 56   | 須貝尚介 | 3    | 12   | 1    | 2:04.1 | （Kogane Taifu）      |
| 15/4/1990  | 日本     | 中山 | 草2000 | GI   | 皋月賞           | 57   | 南井克巳 | 15   | 18   | 1    | 2:02.2 | （艾尼風神）          |
| 27/5/1990  | 日本     | 東京 | 草2400 | GI   | 東京優駿         | 57   | 武豐     | 19   | 22   | 5    | 2:25.9 | 艾尼風神              |
| 12/5/1991  | 日本     | 東京 | 草1600 | GI   | 安田紀念         | 57   | 大崎昭一 | 16   | 12   | 退賽 | 退賽   | 第一紅寶              |

## 退役後
退役後，白色大成成爲了配種馬，於北海道靜內町（今新日高町）日本輕種馬協會靜內種馬場休養，在1992年進行配種。首批子嗣於1993年出生。首批子嗣可於1995年出賽。
1993年被轉移至鹿兒島縣大崎町日本輕種馬協會九州種馬場，1997年返回靜內種馬場，1999年前往北海道白老町日本輕種馬協會膽振種馬場後，又於2000年被轉移至北海道幕別町十勝輕種馬農業協同組合種馬場。
2010年由配種馬退役，其後返回靜內種馬場以功勞馬身份進行養老生活。
2013年10月28日，因患上黑色素瘤而迸發腸臟阻塞死亡，享年26歲。

## 血統簡介
父系Haiseiko爲日本賽駒，曾於1973年勝出皋月賞，因其優秀的表現於馬迷之間人氣極高，亦成功引起日本的第一次賽馬熱潮。祖父China Rock爲英國馬匹，未能查找到任何出賽資料。
母系Dancer Light爲日本馬匹，生涯無任何出賽紀錄。外祖父Dancer's Image爲美國賽駒，生涯戰績不俗，曾勝出十二場頭馬。

### 血統表
| 父線：Rockefella系（Hyperion系）     |                               |             |               |
| 種馬 Haiseko 1970年（棗色）          | China Rock 1953年（深栗色）   | Rockefella  | Hyperion      |
| 種馬 Haiseko 1970年（棗色）          | China Rock 1953年（深栗色）   | Rockefella  | Rockfel       |
| 種馬 Haiseko 1970年（棗色）          | China Rock 1953年（深栗色）   | May Wong    | Rustom Pasha  |
| 種馬 Haiseko 1970年（棗色）          | China Rock 1953年（深栗色）   | May Wong    | Wezzan        |
| 種馬 Haiseko 1970年（棗色）          | Haiyu 1961年（棗色）          | Karim       | Nearco        |
| 種馬 Haiseko 1970年（棗色）          | Haiyu 1961年（棗色）          | Karim       | Skylarking    |
| 種馬 Haiseko 1970年（棗色）          | Haiyu 1961年（棗色）          | Dalmogan    | Beau Son      |
| 種馬 Haiseko 1970年（棗色）          | Haiyu 1961年（棗色）          | Dalmogan    | Reticent      |
| 繁殖雌馬 Dancer Light 1982年（灰色） | Dancer's Image 1965年（灰色） | 天才舞者    | Polynesian    |
| 繁殖雌馬 Dancer Light 1982年（灰色） | Dancer's Image 1965年（灰色） | 天才舞者    | Geisha        |
| 繁殖雌馬 Dancer Light 1982年（灰色） | Dancer's Image 1965年（灰色） | Noors Image | Noor          |
| 繁殖雌馬 Dancer Light 1982年（灰色） | Dancer's Image 1965年（灰色） | Noors Image | Little Sphinx |
| 繁殖雌馬 Dancer Light 1982年（灰色） | Never Light 1966年（栗色）    | Never Beat  | Never Say Die |
| 繁殖雌馬 Dancer Light 1982年（灰色） | Never Light 1966年（栗色）    | Never Beat  | {{{mmfm}}}    |
| 繁殖雌馬 Dancer Light 1982年（灰色） | Never Light 1966年（栗色）    | Miss Fall   | Kumohata      |
| 繁殖雌馬 Dancer Light 1982年（灰色） | Never Light 1966年（栗色）    | Miss Fall   | Star Light    |
| 雌系：號族：4-d                      |                               |             |               |
| 五代內近親交配：Nasrullah 5×5        |                               |             |               |

## 命名由來
名字中，Haku（ハク）是日語，可轉寫为汉字「白」，Taisei（タイセイ）亦是日語，可轉寫为汉字「大成」，香港則取以上方法，翻譯為「白色大成」。

## 外部連結
- 白色大成 netkeiba.com （页面存档备份，存于）
- 血統表 （页面存档备份，存于）